# Lecocarpus lecocarpoides
Espèce
Synonymes
- Acanthospermum brachyceratum S.F.Blake[2] [1]
- Acanthospermum lecocarpoides B.L.Rob. & Greenm.[2] [1]
- Acanthospermum leptolobum S.F.Blake[2]
- Lecocarpus leptolobus (S.F.Blake) Cronquist & Stuessy[2] [1]

Statut de conservation UICN

 VU D1 : Vulnérable
Lecocarpus lecocarpoides est une espèce de plantes à fleurs de la famille des Asteraceae.

## Publication originale
- Madroño 20: 256. 1970.